# Vera Giaconi
Vera Giaconi (Montevideo, 1974) es una escritora y editora uruguaya-argentina. Publicó dos libros, Carne viva (2011) y Seres queridos (2015), cuentos acerca de relaciones femeninas y vínculos familiares marcados por lo siniestro y la tragedia. El primero de ellos, traducido al hebreo, fue elogiado por la crítica, mientras que el segundo resultó finalista del Premio de Narrativa Breve Ribera del Duero 2015 y fue traducido a los idiomas portugués e italiano.

## Biografía
Vera Giaconi nació en 1974 en la ciudad de Montevideo, Uruguay. Nueve meses después de su nacimiento, sus padres se trasladaron a la ciudad de Buenos Aires, Argentina, donde vive desde entonces.
En el 2011, publicó su primer libro de cuentos, Carne viva, seis cuentos acerca de mujeres y sus relaciones familiares. El texto fue elogiado, entre otros, por el escritor Marcelo Cohen, quien lo comparó favorablemente con el realismo de las autoras Flannery O'Connor, Eudora Welty y Katherine Mansfield. Además, fue traducido al hebreo.
En el 2015, publicó Seres queridos, su segunda colección de relatos, de la misma temática que su libro anterior, que fue finalista del Premio de Narrativa Breve Ribera del Duero 2015. Francisco Solano, para El País, lo llamó «[una] magnífica decena de cuentos», y destacó su escritura «templada y vigorosa». El texto fue traducido a los idiomas portugués e italiano.

## Estilo e influencias
La escritura de Giaconi es realista y precisa, y presenta detalles que matizan la escritura para provocar un efecto que desconcierte e impacte al lector. En una entrevista para el diario La Voz del Interior, ella mismo reflexionó acerca de su prosa, y expresó que la concibe «en la elipsis, en el ritmo, (...) y en la elección de los detalles como recursos para conseguir (...) que la lectura se vuelva una experiencia personal y verdadera».
Al respecto, mencionó encontrarse influenciada por la escritura de los cuentistas Flannery O'Connor, Alice Munro, Katherine Mansfield, John Cheever, M. John Harrison, Lydia Davis, Felisberto Hernández, Mario Levrero y Armonía Somers.
Giaconi es amiga de la escritora argentina Samanta Schweblin, con quien trabajó en su proceso creativo.

## Obra

### Cuento
- Carne viva (2011, Eterna Cadencia)
- Seres queridos (2017, Anagrama)

## Premios
- 2015: finalista del Premio de Narrativa Breve Ribera del Duero por Seres queridos.[14]